# Октомбери (Зугдидский муниципалитет)
Октомбери (груз. ოქტომბერი) — село в Грузии, на территории Зугдидского муниципалитета края (мхаре) Самегрело-Верхняя Сванетия.

## География
Село находится в западной части Грузии, на правом берегу реки Чхоуши, на расстоянии приблизительно 8 километров (по прямой) к юго-западу от города Зугдиди, административного центра муниципалитета. Абсолютная высота — 20 метров над уровнем моря.

## Население
По результатам официальной переписи населения 2014 года, в Октомбери проживало 1100 человек (517 мужчин и 583 женщины). В национальной структуре населения грузины составляли 99,6 %.
| Год  | Население, человек |
| ---- | ------------------ |
| 2002 | 1922               |
| 2014 | ↘ 1100             |